# Legendários
Legendários foi um programa de televisão brasileiro produzido e exibido originalmente pela RecordTV entre 10 de abril de 2010 e 29 de dezembro de 2017, sob apresentação de Marcos Mion. Exibido originalmente no sábado a noite, foi transferido para sexta-feira no último ano. Inspirado pelos programas da MTV Brasil, mesclava quadros humorísticos, reportagens e apresentações musicais, além do tradicional "Vale a pena ver direito", onde Mion analisava a bizarrices da televisão brasileira.
Seu elenco, na estreia, foi quase na totalidade vindo da MTV.

## História
O programa estreou em 10 de abril de 2010. Originalmente a atração iniciou com a apresentação de Marcos Mion, com o elenco composto por Mionzinho, Léo Lins, Felipe Solari, Elcio Coronato, João Gordo, Gui Pádua, Jaqueline Khury, Marcelo Marrom, Miá Mello, os integrantes do grupo Hermes e Renato. No dia 26 de maio de 2010, o humorista Marcelo Marrom foi preso em Brasília gravando uma matéria para o programa. O grupo Hermes e Renato teve que escolher um novo nome, pois a MTV Brasil, antiga emissora do grupo, que tinha os direitos autorais do nome do grupo, não liberou. O concurso foi feito através do site do Legendários e foi escolhido Banana Mecânica. Ao longo do programa, alguns ajustes foram feitos devido aos baixos índices de audiência e, em 9 de julho de 2010, a Record informou através de uma nota a imprensa a saída dos integrantes Gui Pádua, Jaqueline Khury e Marcelo Marrom. O apresentador alegou que a saída dos integrantes foi devido ao curto tempo do programa, onde não daria para apresentar o quadro de todos os integrantes. 
No dia 14 de agosto de 2010, o programa ganhou mais tempo no ar com a saída do Show do Tom, aos sábados. João Gordo ganhou um reality dentro do programa. Devido a alguns problemas de saúde, o apresentador teve que se internar em um spa por algumas semanas, e seus dias nos spa se transformaram em um reality, chamado "João VS Gordo". No dia 4 de setembro de 2010, a Record decidiu colocar Carlos César Filho Rodrigues como diretor do programa ao lado de Marcos Mion, que comandava e dirigia a atração. Devido aos baixos índices, o ex-diretor do Tudo É Possível, conhecido como "Cézinha", assumiu o Legendários. No dia 25 de dezembro de 2010, com a exibição do especial de Natal, terminou a primeira temporada da atração, o elenco entrou de férias e voltou em 5 de fevereiro de 2011. Em 2011, o comediante e redator Léo Lins deixou o programa para integrar o elenco do talk show late night Agora é Tarde, da Rede Bandeirantes. 
No final de outubro de 2011, o comediante e redator Maurício Meirelles deixou o programa para integrar o elenco do programa Custe o Que Custar, da Rede Bandeirantes. No dia 5 de novembro de 2011, a campeã da quarta temporada de A Fazenda, Joana Machado, entrou para o elenco do programa. No dia 19 de novembro de 2011, saiu a humorista Miá Mello e entrou a ex-panicat Juliana Salimeni como repórter. De volta ao ar no dia 11 de fevereiro, o programa Legendários estreou novo cenário e novos quadros. A temporada 2012 do programa contou com a estreia do quadro “Juju é Treta!”. A ideia do programa era levar Juju Salimeni para lugares bem diferentes para reportagens de comportamento e turismo cheias de humor. Em 22 de novembro de 2012 foi anunciada a saída de João Gordo, que na época, continuou contratado da Record e esteve à frente do programa Ídolos Kids como jurado. Entre as novidades da temporada, estavam o novo cenário e, também, a transmissão do programa em alta definição. Além disso, o humorístico deixou de ser exibido ao vivo – o motivo seria facilitar a agenda dos artistas que, quando convidados, sempre estavam com outro compromisso aos sábados à noite.
O elenco do programa também sofreu com as baixas de Joana Machado, Elcio Coronato, Felipe Solari e do grupo Banana Mecânica, que após 3 anos de programa, decidiram voltar para a MTV. Com isso, o grupo voltou a usar o nome Hermes e Renato e os antigos personagens que os consagraram. Apesar da saída do grupo, o humorista Felipe Torres continuou por pouco tempo fazendo parte do programa e de ambas as emissoras, já que seu personagem Tião havia feito sucesso entre os espectadores. Em 25 de junho de 2016, o Legendários fez a pré-estreia do "Canjica Show", a maior reunião de canjicas da televisão brasileira. Em busca da fama e do dinheiro, canjicas subiram ao palco para fazer o que só autênticos canjicas sabem fazer.
Em fevereiro, a emissora anunciou a mudança de dia da atração. A atração passou a ser exibida às sextas-feiras, após 7 anos nas noites de sábado. Em 22 de fevereiro, foi anunciada a saída de Filipe Pontes, que foi para o Pânico na Band. Em 29 de novembro de 2017, a emissora anunciou a suspensão da atração, após 8 anos no ar. No último programa, no dia 29 de dezembro de 2017, houve a presença da banda Jota Quest para encerrar.
Em 11 de abril de 2020, o programa passa a ser reprisado nas noites de sábado em seu antigo horário, às 22h30, substituindo a maratona da série Chicago Fire: Heróis contra o Fogo, que passa a ser exibida às 0h. Em 25 de abril de 2020 o programa volta à grade, mas como especial, intitulado Live Legendários, mesclando melhores momentos do programa em seus quase oito anos no ar, além da participação ao vivo de famosos através de lives. Ficou no ar até o dia 16 de maio de 2020, sendo substituído pelo reality show Made In Japão.

## Elenco
Apresentação
- Marcos Mion

Humoristas
- Victor Coelho (como Mionzinho) (2010–17)
- Léo Lins (2010)
- Maurício Meirelles (como Clóvis Clichê) (2010)
- Miá Mello (como Teena) (2010–11)
- Marcelo Marrom (2010–11)
- Banana Mecânica:
  - Bruno Sutter (2010–11)
  - Felipe Torres (2010–13)
  - Adriano Pereira (2010–13)
  - Marco Antônio Alves (2010–13)
  - Fausto Fanti (2010–13)
- Pedro Netto (2011–12)
- Luís Paes (como Hulk Magrelo) (2013–17)
- Robson Bailarino  (2015–17)
- Filipe Pontes (2015–17)

Repórteres
- Juju Salimeni (2011–17)
- Gui Pádua (2010)
- Jaque Khury (2010)
- João Gordo (2010–12)
- Felipe Solari (2010–13)
- Elcio Coronato (2010–13)
- Joana Machado (2011–13)

Assistentes de palco
- Marcio Blade (2010–17)
- Nestor (2010–17)
- Thaís Carla (2011–17)
Legendetes

- Carol Dias (2010–11)[16]
- Deborah Albuquerque (2010–11)[16][17]
- Priscila Saravalli (2010–11)[16][17]
- Aghata Marcela (junho de 2011)[18]
- Graciella Carvalho (julho de 2011)[19]
- Camila Braga (agosto de 2011)[20]
- Andressa Urach (setembro de 2011)[21]
- Janaína Simões (outubro de 2011)[21]
- Muriellen Rodrigues (2014)
- Fiama Amorim (2014)
- Sabrina Soares (2014)
- Andressa Ferreira (2014)

## Quadros
- Os Apertados
- Vale a Pena Ver Direito
- Espelho Vivo
- Casal Sensacional
- Pequenos Notáveis
- Os Impostores
- Os Rapidinhos
- Exame de Vista
- Dançaokê
- Sobe ou Não Sobe
- O Gordinho Mais Leve do Brasil
- Canjica Show
- Micover
- Jaque Responde
- Teena Entrevista
- Gui Proibidão
- Super Tição
- Clóvis Clichê
- Teena Por Aí
- Juju x Joana
- João Gordo
- Shop-Shop
- Show do Gordão
- Repórter Boato
- Elcio Coronato
- Tretas de Família
- Os Mutontos - Caminhos Encarniçados
- Hoje éééé dia
- Sistema Solari
- Juju em...
- O Fabuloso Mundo de Mionzinho